# Куэнко, Мариано Хесус
Мариано Хесус Диосомито Куэнко (таг. Mariano Jesús Diosomito Cuenco; 16 января 1888, Кармен, провинция Себу, Генерал-капитанство Филиппины — 25 февраля 1964) — филиппинский государственный деятель, президент Сената Филиппин (1949—1951).

## Биография
В 1904 г. окончил Колледж Сан-Карлоса в Себу с присвоением степени бакалавра искусств, в 1911 г. — Юридическую школу Манилы (Escuela de Leyes), в 1913 г. был аттестован на работу адвокатом.
Его политическая карьера началась в 1912 году с избрания в качестве депутата Ассамблеи Филиппин, в которой он представлял до 1928 г. интересы 5-го избирательного округа Себу.
В 1931 г. он был избран губернатором провинции Себу, а также некоторое время становится президентом Лиги провинциальных губернаторов. В 1934 г. он был избран членом Конституционного собрания, в котором он был одновременно руководителем фракции.
В 1935—1939 гг. — министр общественных работ и коммуникаций. В 1938 г. одновременно исполнял обязанности министра сельского хозяйства, торговли и труда.
В 1942 г. был избран членом Сената Содружества Филиппин. С 1949 по 1951 гг. — президент Сената Филиппин. В тот же период возглавлял Комитет по назначениям (Commission on Appointments). На этих постах инициировал ряд реформ, повысивших эффективность работы парламента.
С 1953 до конца жизни остался сенатором. С 1957 по 1959 г. был председателем комитета по общественной ответственности, так называемого «Комитета по голубой ленте», занимавшимся антикоррупционными расследованиями в правительстве.
Был также известен как писатель и издатель редактор испаноязычный газеты в Себу «El Precursor». Также занимался писательской деятельностью под псевдонимом «Лауро Катиндог».
Похоронен на Северном кладбище в Маниле.
Его родной брат был архиепископом Харо.

## Награды и звания
Был награжден Большим крестом испанского ордена Ордена Изабеллы Католической и папским Крестом Крест "За заслуги перед Церковью и Папой.